# Гексокиназа
Гексокина́за (АТФ-зависимая D-гексоза-6-фосфотрансфераза) (КФ 2.7.1.1) — цитоплазматический фермент класса трансфераз, подкласса фосфотрансфераз, первый фермент пути гликолиза. В отличие от глюкокиназы, константа Михаэлиса гексокиназы равна 0,1 ммоль/л, следовательно, гексокиназа, локализованная в клетках большинства тканей организма человека, буквально «вылавливает» глюкозу из плазмы крови, тогда как глюкокиназа катализирует реакцию фосфорилирования глюкозы лишь при высоких её концентрациях. Соответственно, глюкокиназа и гексокиназа обеспечивают перераспределение потока глюкозы в организме: во время всасывания питательных веществ из кишечника концентрация глюкозы в плазме крови увеличивается, и глюкоза направляется в печень, где подвергается действию глюкокиназы; по окончании пищеварения — на фоне снижения концентрации глюкозы — она направляется в скелетные мышцы, где на неё действует гексокиназа.
Гексокиназа-3 производит фосфорилирование шестиуглеродных сахаров (гексоз) с использованием энергии АТФ:
D-гексоза + АТФ → D-гексозо-6-фосфат + АДФ.
Субстратом фосфорилирования могут быть такие гексозы как D-глюкоза, D-манноза, D-фруктоза, сорбитол и D-гликозамин.
Наибольшее значение имеет реакция фосфорилирования D-глюкозы, реакция имеет вид:
D-глюкоза + АТФ → D-глюкозо-6-фосфат + АДФ.
Гексокиназа найдена у бактерий, растений и у всех животных, включая человека. У млекопитающих известно четыре изофермента, или изотипа, гексокиназы (I—IV). IV тип также называется глюкокиназой. Этот изотип гексокиназы встречается преимущественно в гепатоцитах.
На активность гексокиназы в клетках животных действуют ряд факторов. Гексокиназы I—III ингибируются продуктом реакции глюкозо-6-фосфатом. Инсулин, адреналин, тиреоидные гормоны повышают гексокиназную активность в клетках, в то время как глюкокортикоиды, соматотропин её снижают.